# United States Navy Nurse Corps

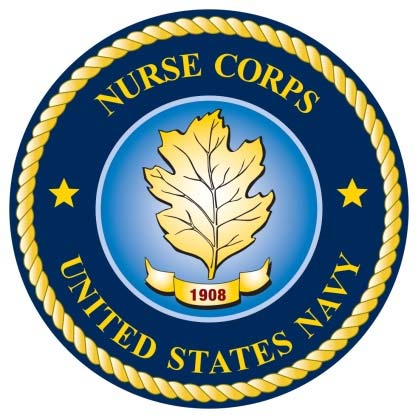
Siegel des Navy Nurse Corps

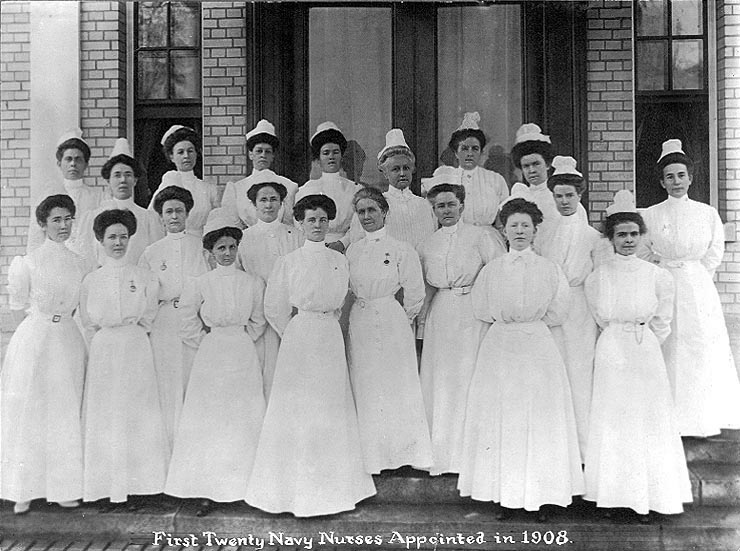
Gruppenfoto der ersten 20 Navy Nurses, den „Sacred Twenty“, aufgenommen im Naval Hospital 1908

Das United States Navy Nurse Corps (USNNC) ist eine Einheit der Marine der Vereinigten Staaten von Amerika mit einer Stärke von etwa 5000 Soldaten und ist Teil des Navy Medicine Corps. Sie besteht ausschließlich aus Krankenpflegepersonal mit einem abgeschlossenen Studium der Krankenpflege im Offiziersrang. 
Derzeit bildet das USNNC eine der vier Säulen des Sanitätsdienstes der US Navy, die anderen drei sind das Navy Medical Corps, Navy Dental Corps und Navy Medical Service Corps. Das USNNC wurde 1908 formal vom US-Kongress gegründet und war die erste Einheit, in der Frauen als Soldaten in der US Navy dienten und die bis heute ausschließlich durch Frauen kommandiert wird. Die Direktorin des US Navy Nurse Corps ist gleichzeitig Stabschef des Bureau of Medicine and Surgery (BUMED).

## Entstehung
Bis 1908 dienten überwiegend Frauen als freiwillige Helfer und Männer im Sanitätskorps der Marine, ihre Bezeichnung war ebenfalls „Nurse“ (engl. Krankenschwester), allerdings entsprach der Ausbildungsstand der männlichen Nurses eher dem der „Hospital Corpsmen“, den Sanitätern und nicht dem der deutlich besser ausgebildeten zivilen Krankenschwestern. Am 13. Mai 1908 wurde die Einheit als USNNC gegründet und mit 20 Frauen besetzt, den sogenannten „Sacred Twenty“ (engl. „Die heiligen Zwanzig“), die alle über einen sehr hohen fachlichen Ausbildungsstand verfügten, beispielsweise als Oberschwestern tätig waren. Aufgabe war anfangs, neben den alltäglichen Pflichten einer Krankenschwester, die Ausbildung des männlichen medizinischen Personals und der Bevölkerung vor Ort in den überseeischen Niederlassungen der US Navy. Im Jahre 1913 wurden die Schwestern erstmals im Sanitätsdienst eines Schiffes eingesetzt.

## Entwicklung
Kurz vor Ausbruch des Ersten Weltkrieges bestand die Einheit aus 160 Frauen. Mit dem steigenden Bedarf an medizinischem Fachpersonal wurde das USNNC auf über 1550 Frauen erweitert. Während des Krieges dienten die Frauen in Übersee, teilweise direkt hinter der Front. Einige der während des Krieges gebildeten „Navy Operating Teams“, zu denen die Nurses gehörten, wurden auch an die Armee abgeordnet, um diese zu unterstützen. 19 Frauen verloren ihr Leben während des Dienstes im Ersten Weltkrieg. 
1920 wurden die Frauen des USNNC dauerhaft auf den Schiffen der US Navy stationiert; das erste dieser Schiffe war die Relief, die insbesondere für die Leistung humanitärer Hilfe ausgerüstet wurde.
Der Zweite Weltkrieg brachte eine weitere Aufstockung der Truppe mit sich, die zwischen den Weltkriegen auf knapp 500 reduziert worden war. Im Verlauf des Krieges erhielten die zunehmend professionalisierten und spezialisierten Krankenschwestern die formale Anerkennung, indem sie nicht nur als ziviles Personal Offizieren gleichgestellt, sondern in die Offiziersränge aufgenommen wurden. In der Folge dienten die Navy Nurses in fast allen militärischen Auseinandersetzungen mit amerikanischer Beteiligung, darunter im Koreakrieg, im Vietnamkrieg, im Golfkrieg und im Irak.

## Aktuelle Situation
Hundert Jahre nach ihrem Entstehen ist das USNNC eine 5000 Mann starke, international operierende medizinische Einheit der US Navy und stellt mit ihrem Kommandeur, aktuell Rear Admiral Christine Bruzek-Kohler, zeitgleich auch den Naval Medical Inspector General, einen der höchsten Posten des medizinischen Korps. Die Einheit besteht ausschließlich aus Offizieren. Inzwischen ist etwa ein Drittel der Nurses männlich. Die Zugangsvoraussetzungen sind neben den allgemein für die Streitkräfte geltenden Bedingungen mindestens ein Bachelor of Science in einer der Pflegewissenschaften. Rekrutiert werden die Mitglieder des USNNC im Rahmen des NROTC-Programms (Naval Reserve Officers Training Corps) an den Hochschulen oder diese melden sich freiwillig zum Dienst. Die Verpflichtung auf mindestens drei Dienstjahre ist obligatorisch.
Die US Navy sorgt für eine kontinuierliche Weiterbildung dieser Einheit, beinahe alle Zusatzausbildungen für medizinisches Fachpersonal werden angeboten. Die Krankenpflegekräfte dieser Einheit gehören zum höchstqualifizierten Pflegepersonal der Welt, der Kenntnis- und Ausbildungsstand ist nicht mit dem einer in der zivilen Krankenpflege tätigen Pflegeperson zu vergleichen. Ihr Aufgabengebiet umfasst neben der pflegerischen Versorgung ihrer Kameraden, darunter schwerpunktmäßig die Behandlungspflege, insbesondere die Ausbildung des Sanitätspersonals, die humanitäre und Katastrophenhilfe, die Organisation und Koordination von Lazaretten und Hospitälern in Krisengebieten sowie die notfallmedizinische Versorgung von Traumata unter Kriegsbedingungen oder an Bord der Lazarettschiffe. Die Mitglieder des USNNC arbeiten in kleinen Teams und sind weltweit entweder in den überseeischen Marinehäfen oder auf Schiffen der US Navy stationiert.

## Superintendents und Direktorinnen des USNNC
„Superintendent Navy Nurse Corps“ ist das Äquivalent der heutigen Dienstbezeichnung „Director des Navy Nurse Corps“ und wurde von der Gründung bis ins Jahr 1922 aus Zivilistinnen beziehungsweise aus leitenden Krankenschwestern ohne militärischen Dienstgrad besetzt.
- Esther Voorhees Hasson (1908–1911)
- Lenah Sutcliffe Higbee (1911–1922)
- Lieutenant Commander Josephine Beatrice Bowman (1922–1935)
- Lieutenant Commander Myn M. Hoffman (1935–1938)
- Virginia Rau (1938–1939)
- Captain Sue S. Dauser (1939–1945)
- Captain Nellie Jane DeWitt (1945–1947)

Am 16. April 1947 wurde der Army-Navy Nurses Act verabschiedet, welches das Navy Nurse Corps mit einem Staff Corps gleichstellt. Seit diesem Zeitpunkt bekamen Krankenschwestern, später auch Krankenpfleger einen Offiziersdienstgrad. Eine weitere Reform fand 1970 statt, durch die auch der frühere Superintendent und heutige Direktor auch zum Flaggoffizier, dem Admiralsrang aufsteigen kann.
- Captain Nellie Jane DeWitt (1947–1950)
- Captain Winnie Gibson (1959–1954)
- Captain Wilma Leona Jackson (1954–1958)
- Captain Ruth Agatha Houghton (1958–1962)
- Captain Ruth Alice Erickson (1962–1966)
- Captain Veronica Bulshefski (1966–1970)
- Rear Admiral Alene B. Duerk (1970–1975)
- Rear Admiral Maxine Conder (1975–1979)
- Rear Admiral Frances Shea-Buckley (1979–1983)
- Rear Admiral Mary Joan Nielubowicz (1983–1987)
- Rear Admiral Mary Fields Hall (1987–1991)
- Rear Admiral Mariann Stratton (1991–1994)
- Rear Admiral Joan Marie Engel (1994–1998)
- Rear Admiral Kathleen L. Martin (1998–2001)
- Rear Admiral Nancy J. Lescavage (2001–2005)
- Rear Admiral Christine Bruzek-Kohler (2005 bis heute)

## Besonders ausgezeichnete Mitglieder des USNNC
- Esther Voorhees Hasson, erste Superintendent of the Navy Nurse Corps
- Lenah Higbee erhielt 1918 in Anerkennung für ihre Dienste als erste lebende Frau das Navy Cross verliehen
- Captain Nellie Jane DeWitt, erste Krankenschwester der Marine, die zum höchsten Rang eines Captains aufstieg
- Rear Admiral Alene B. Duerk war die erste Frau der US Navy, die zum Flaggoffizier ernannt wurde

## Schiffsbenennungen
- USS Higbee (DD-806) – Erstes Kriegsschiff der US Navy, das nach einer Frau benannt wurde, Lenah Higbee, die 2. Superintendent der Navy Nurses
- USS Dorothea L. Dix (AP-67) – Benannt nach Dorothea Dix, erste Superintendent des US Army Nurse Corps